# François Ducaud-Bourget
ks. prałat François Ducaud-Bourget FSSPX, właściwie Germain Joseph Pierre Marie Maurice Ducaud (ur. w 1894, zm. w czerwcu 1984) – francuski tradycjonalistyczny kapłan katolicki, poeta i pisarz, odpowiedzialny za zajęcie dużego parafialnego kościoła St. Nicolas du Chardonnet w Paryżu przez wiernych FSSPX. 27 lutego 1977 r. msgr Ducaud-Bourget wkroczył do St Nicolas na czele grupki księży i blisko 10 000 wiernych.